# Decíamos ayer
Decíamos ayer és una obra de teatre escrita per l'actriu i dramaturga espanyola Ana Diosdado, qui també es va encarregar de la direcció escènica. és una obra senzilla de dos actes amb cinc personatges. Fou estrenada el 5 d'agost de 1997 al Victoria Eugenia Antzokia amb escenografia d'Ana Garay, i després d'una gira l'octubre del 1997 es va estrenar al Centro Cultural de la Villa de Madrid.

## Argument
L'acció passa en una abadia dessacralitzada, que Fernando ha comprat per tal de construir-hi un camp de golf. Una jove hi aconsegueix ressuscitar una dona del segle xvi, Águeda. Ningú no sap si era una bruixa o si era boja i que es troba desconcertada davant la roba i els visitants de l'abadia: Chiqui, un químic en atur, Moncho, un sacerdot amb crisi de fe, Celes, un veterinari del poble, i Fernando, amb qui finalment se'n va a viure a Madrid.

## Protagonistes
- Amparo Larrañaga - Águeda
- Enrique San Francisco
- Iñaki Miramón
- Ángel Pardo
- Alberto Delgado